# 孝感街道
孝感街道，原为孝感镇，是中华人民共和国四川省德阳市旌阳区下辖的一个乡镇级行政单位。2019年12月，撤销孝感镇和城北街道，设立孝感街道，以原孝感镇和原城北街道所属行政区域为孝感街道的行政区域。

## 行政区划
孝感街道下辖以下地区：
场镇社区、联合社区、灵庙村、共和村、杨柳村、红伏村、黄河村和和平村。